# Le Grand Alibi (film, 2008)
Cet article concerne le film de Pascal Bonitzer. Pour le film d'Alfred Hitchcock, voir Le Grand Alibi.
Pour les articles homonymes, voir Le Grand Alibi.
Pour plus de détails, voir Fiche technique et Distribution.
Le Grand Alibi est un film français réalisé par Pascal Bonitzer, sorti en 2008. L’histoire est adaptée d’un roman d'Agatha Christie, Le Vallon (The Hollow).

## Synopsis
Dans la demeure cossue d’un notable de province, le sénateur Henri Pages, la maîtresse de maison reçoit des convives pour le week-end. Pierre, médecin brillant et coureur impénitent, est venu accompagné de son épouse effacée ; il se retrouve sous le même toit qu’Esther, son amante. Il y a là également Philippe, écrivain alcoolique, et Marthe, une amie de la famille. Une invitée de dernière minute sème le trouble dans la maisonnée : il s’agit de Lea, une actrice italienne qui a eu une liaison passionnée avec Pierre.
Le soir même, Pierre et Lea font l’amour, mais le lendemain il lui annonce son intention de ne pas prolonger leurs retrouvailles. L’après-midi, alors que Pierre vient de se baigner dans la piscine, un coup de feu retentit. Il est retrouvé agonisant au bord du bassin, sa femme Claire auprès de lui, hébétée, une arme à la main.
Claire est immédiatement soupçonnée, mais est-elle réellement coupable ? Les apparences peuvent être trompeuses, d’autant que d’autres qu’elle avaient des raisons de le tuer.

## Fiche technique
- Titre original : Le Grand Alibi
- Réalisation : Pascal Bonitzer
- Scénario : Pascal Bonitzer et Jérôme Beaujour, d’après le roman Le Vallon d’Agatha Christie
- Décors : Wouter Zoon
- Costumes : Christian Dior
- Photographie : Marie Spencer
- Montage : Monica Coleman
- Musique : Alexeï Aïgui
- Production : Saïd Ben Saïd
- Société de production : SBS Films
- Société de distribution : UGC
- Pays d'origine :  France
- Langue originale : français
- Format : couleur — 35 mm — 1.85:1 — Dolby
- Affiche de film : Floc'h
- Durée : 93 min
- Date de sortie :
  - France : 30 avril 2008

## Distribution
- Pierre Arditi : le sénateur Henri Pages
- Miou-Miou : Éliane Pages
- Lambert Wilson : le docteur Pierre Collier
- Anne Consigny : Claire Collier
- Valeria Bruni Tedeschi : Esther Bachmann
- Mathieu Demy : Philippe Léger
- Maurice Bénichou : le commandant Grange
- Caterina Murino : Lea Mantovani
- Céline Sallette : Marthe
- Agathe Bonitzer : Chloë
- Emmanuelle Riva : Geneviève Herbin
- Dany Brillant : Michel
- François Regnault : le procureur
- Alain Libolt : le contrôleur
- Hélène Devynck : la journaliste télé
- Nicolas Koretzky : un inspecteur de police
- Amandine Maudet : Elsa
- Alexia Quintin : une infirmière
- Nathan Sarazin : Jean
- Jim Adhi Limas : Owen